# Władysław Adamczyk (oficer)
Władysław Adamczyk (ur. 29 stycznia 1894 w Straconce, zm. 24 września 1978 w Bielsku-Białej) – podpułkownik piechoty Wojska Polskiego, kawaler Orderu Virtuti Militari.

## Życiorys
Władysław Adamczyk urodził się w Straconce, obecnie dzielnicy Bielska-Białej, w rodzinie Andrzeja i Anny z Procnerów. Ukończył gimnazjum w Białej w 1914 roku i otrzymał świadectwo dojrzałości. W trakcie nauki był członkiem drużyny „Sokoła”.
W dniu 15 sierpnia 1914 roku wstąpił na ochotnika do Legionów Polskich i został przydzielony do 3 pułku piechoty w stopniu szeregowego. Uczestniczył w walkach w Karpatach. W 1915 roku został przeniesiony do 6 pułku piechoty i równocześnie awansowany do stopnia kaprala. W składzie pułku bierze udział w kampanii wołyńskiej w 1916 roku. W lipcu 1917 roku, po kryzysie przysięgowym, został internowany, a następnie wcielony do armii austriackiej, w której ukończył kurs podoficerski i kurs oficerski w Opawie uzyskując stopień chorążego. Następnie służył w jednostce stacjonującej w Radomsku. W 1918 roku awansowany do stopnia podporucznika. W październiku 1918 roku zorganizował kompanię ochotniczą POW, która brała udział w rozbrajaniu Niemców.
Od listopada 1918 roku w Wojsku Polskim. Służył kolejno w 157 rezerwowym pułku piechoty i 7 pułku piechoty, uczestnicząc w obronie Lwowa od grudnia 1918 do marca 1919 roku, dowodząc kompanią piechoty. Brał udział w wojnie polsko-bolszewickiej.
W listopadzie 1924 roku został przeniesiony do 6 pułku piechoty Legionów. W 1928 roku został kwatermistrzem pułku i funkcję tę pełnił do 1930 roku. W 1930 roku ukończył kurs dowódców batalionów i został komendantem Przysposobienia Wojskowego przy 6 pp Leg. 2 grudnia 1930 roku został mianowany majorem ze starszeństwem z dniem 1 stycznia 1931 roku i 65. lokatą w korpusie oficerów piechoty. W marcu 1931 roku został przeniesiony do 65 pułku piechoty w Grudziądzu na stanowisko dowódcy batalionu. W grudniu 1932 roku ogłoszono jego przeniesienie do 63 pułku piechoty w Toruniu na stanowisko dowódcy batalionu. W 1936 roku został przeniesiony do 67 pułku piechoty. 19 marca 1939 roku został mianowany na stopień podpułkownika piechoty. W 1938 roku został przeniesiony na stanowisko I zastępcy dowódcy 73 pułku piechoty w Katowicach.
W sierpniu 1939 roku w czasie mobilizacji został dowódcą 201 rezerwowego pułku piechoty, na czele którego walczył w składzie Armii „Kraków” w trakcie kampanii wrześniowej. Od walk 1 września 1939 roku w rejonie Kobióru i Wyr do dnia 20 września 1939 roku w rejonie Ulowa i Narola, gdzie pułk zostaje ostatecznie rozbity. Następnie z grupą żołnierzy usiłował się przedostać się do Lwowa, lecz w dniu 25 września w rejonie Lubaczowa dostał się do niewoli niemieckiej.
Kolejno przebywał w obozach jenieckich: Oflagu IIB Arnswalde (1939 – maj 1942), Oflagu IID Gross-Born (maj 1942 – 1945) i Oflagu VIB Dössel, który został wyzwolony przez armię amerykańską 1 kwietnia 1945 roku.
Po wyzwoleniu z obozu początkowo pozostał na Zachodzie, do Polski wrócił w maju 1946 roku i zamieszkał w Bielsku-Białej pracując jako pracownik umysłowy w Zjednoczeniu Energetycznym Okręgu Górnośląskiego w Bielsku-Białej. W dniu 8 września 1950 roku został aresztowany pod zarzutem szpiegostwa na rzecz wywiadu brytyjskiego i w dniu 8 stycznia 1951 roku wyrokiem Wojskowego Sądu Rejonowego w Katowicach został skazany na karę dożywotniego więzienia, wyrok w dniu 13 lipca 1951 roku złagodzono do 5 lat więzienia. Karę odbywał w Cieszynie, Katowicach oraz w Centralnym Więzieniu Karny we Wronkach.
13 lipca 1956 roku, po odbyciu kary, został zwolniony z więzienia i wrócił do Bielska-Białej, gdzie pracował w Zakładzie Energetycznym do czasu przejścia na emeryturę w 1959 roku. Zmarł 24 września 1978 roku w Bielsku-Białej i został pochowany na cmentarzu w Straconce.
Był żonaty z Marią N., z którą miał córkę.
Postanowieniem Sądu Wojewódzkiego w Katowicach z 6 grudnia 1991 roku wyrok wydany przez były Wojskowy Sąd Rejonowy w Katowicach został unieważniony.

## Awanse
- chorąży – 1917
- podporucznik – 1918
- porucznik – 1920
- kapitan – zweryfikowany w 1922 ze starszeństwem z dniem 1 czerwca 1919
- major - 1 styczeń 1931[10]
- podpułkownik – 19 marca 1938

## Ordery i odznaczenia
- Krzyż Srebrny Orderu Wojskowego Virtuti Militari
- Krzyż Niepodległości (16 września 1931)[11]
- Krzyż Kawalerski Orderu Odrodzenia Polski (11 listopada 1934)[12]
- Krzyż Walecznych[13]
- Srebrny Krzyż Zasługi (25 maja 1929)[14][10]
- Odznaka Honorowa „Orlęta”[2]